# Radula australis
Radula australis là một loài rêu trong họ Radulaceae. Loài này được Austin mô tả khoa học đầu tiên năm 1876.